# Szczerbiwci
Szczerbiwci (ukr. Щербівці) – wieś na Ukrainie, w obwodzie chmielnickim, w rejonie nowouszyckim, nad Howirką. W 2001 roku liczyła 355 mieszkańców.